# Tiếng Gagauz
Tiếng Gagauz (tiếng Gagauz: Gagauz dili, Gagauzca) là một ngôn ngữ Turk được nói bởi người Gagauz tại Moldova, Ukraina, Nga, và Thổ Nhĩ Kỳ, và là ngôn ngữ chính thức tại Lãnh thổ Tự trị Gagauzia (Moldova). Tiếng Gagauz nằm trong nhóm ngôn ngữ Oghuz, cùng với tiếng Azeri, tiếng Turkmen, tiếng Tatar Krym, và tiếng Thổ Nhĩ Kỳ. Tiếng Gagauz có hai phương ngữ. Không nên nhầm lẫn tiếng Gagauz với Tiếng Thổ Nhĩ Kỳ Gagauz Balkan.

## Ngữ âm

### Nguyên âm
|      | Trước | Trước | Giữa | Sau | Sau |
| ---- | ----- | ----- | ---- | --- | --- |
| Đóng | i     | y     |      | ɯ   | u   |
| Vừa  | e     | ø     | ə    | o   | o   |
| Mở   | æ     | æ     |      | ɑ   | ɑ   |

### Phụ âm
|          | Môi | Môi | Răng | Răng | Chân răng | Chân răng | Sau chân răng | Sau chân răng | Vòm | Vòm | Ngạc mềm | Ngạc mềm | Thanh hầu | Thanh hầu |
| -------- | --- | --- | ---- | ---- | --------- | --------- | ------------- | ------------- | --- | --- | -------- | -------- | --------- | --------- |
| Mũi      | m   | m   |      |      | n         | n         |               |               |     |     |          |          |           |           |
| Tắc      | p   | b   | t    | d    |           |           |               |               | (c) | (ɟ) | k        | ɡ        |           |           |
| Tắc xát  |     |     |      |      | t͡s        |           | t͡ʃ            | d͡ʒ            |     |     |          |          |           |           |
| Xát      | f   | v   |      |      | s         | z         | ʃ             | ʒ             |     |     | x        |          | h         | h         |
| Tiếp cận |     | v   |      |      | (ɫ)       | (ɫ)       | l             | l             | j   | ʎ   |          |          |           |           |
| Vỗ       |     |     |      |      | ɾ         | ɾ         |               |               |     |     |          |          |           |           |